# Letters to God
Letters to God è un film del 2010 diretto da David Nixon e Patrick Doughtie.

## Trama
Tyler Doherty è un malato di cancro di 8 anni con una forte fiducia in Gesù e un amore per la scrittura e l'invio di lettere a Dio. Il suo postino locale, Walter Finley, raccolse la prima lettera di Tyler a Dio. All'inizio non è sicuro di cosa farne, Finley si blocca su di esso insieme alle successive lettere di Dio di Tyler. Più tardi, mentre Finley sta per partire per una lunga vacanza, è molto preoccupato per chi prenderà il suo percorso, sapendo che i suoi clienti abituali fanno davvero affidamento su di lui. Consegna le lettere di Tyler al suo capo, Lester, chiarendo che si aspetta che vengano maneggiate con cura.